# Juan Bautista Vicini Burgos

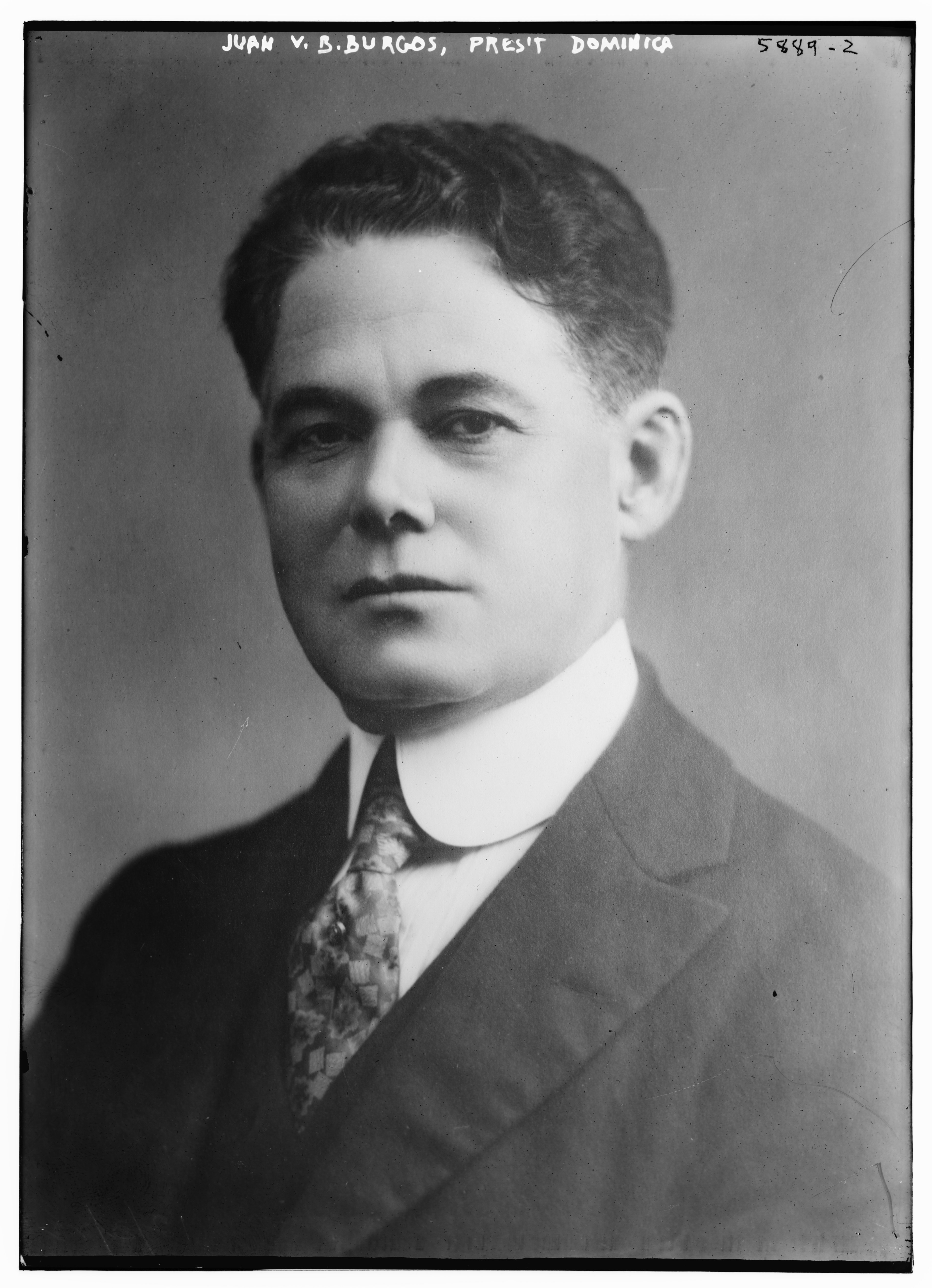
Juan Bautista Vicini Burgos (1900)

Juan Bautista Vicini Burgos (* 19. Juli 1871 in Santo Domingo; † 25. Mai 1935) war ein dominikanischer Politiker und Präsident der Dominikanischen Republik.

## Leben
Der Sohn des aus Italien stammenden Einwanderers Juan Bautista Vicini, der zur Zeit des Wiederaufstiegs der Zuckerindustrie in die Dominikanische Republik kam und aufgrund seiner guten Beziehungen zu Ulises Heureaux bereits 1882 Besitzer von zwei Zuckerrohrplantagen war. 1892 war sein Vater Eigentümer der Zuckerfabrik „Angelina“ und erwarb im Jahr darauf die Konzession zur Gründung der Zuckerfabrik von Central Azuano. Dieser wirtschaftliche Erfolg führte dazu, dass Vicinis Vater ein wichtiger Kreditgeber von Diktator Ulises Heureaux war.
Vicini Burgos trat nach einer weitreichenden Ausbildung durch Privatlehrer, die neben Englisch, Französisch und Italienisch auch Wirtschaftskunde unterrichteten, früh in das väterliche Unternehmen ein und wurde als dessen Erbe zu einem der Grundpfeiler der dominikanischen Volkswirtschaft, die sich auf die Zuckerindustrie gründete und dadurch erheblichen Einfluss auf die Politik hatte. Anfang des 20. Jahrhunderts war er Gründer und Förderer des Badeortes Boca Chica.
Nach der Ratifizierung des Hughes-Peynado-Planes, der die Beendigung der 1916 begonnenen Besatzung durch die USA vorsah, wurde er 1922 zum Präsidenten der Dominikanischen Republik gewählt und trat dieses Amt am 6. Oktober 1922 als Nachfolger von US-Gouverneur Samuel Robison an. Am folgenden ernannte er sein Kabinett, das aus Außenminister Angel Morales, Innenminister José del Carmen Ariza, Justiz- und Unterrichtsminister Cayetano Armando Rodríguez, Bau- und Kommunikationsminister Eladio Sánchez, Gesundheits- und Wohlfahrtsminister Manuel Sanabia sowie Landwirtschafts- und Immigrationsminister Pedro Pérez bestand und einen weiteren Schritt zur Beendigung der US-amerikanischen Okkupation darstellte. Bei seinem Amtseid am 21. Oktober 1921 drückte er seine Hoffnung

„in der Besonnenheit und dem Patriotismus des dominikanischen Volkes bei der Verwirklichung des Befreiungsplanes ("Plan de Evacuación") aus, ebenso wie in den hohen Absichten und dem Geist der Wiedergutmachung und Gerechtigkeit mit denen die große dominikanische Nation so vielen Prüfungen in seinen Anstrengungen zur Stärkung des Friedens und der Unabhängigkeit von anderen Nationen der Welt ausgesetzt war.“

Seine Regierung war trotz ihrer eigenen Bemühungen eingeengt durch die Abmachungen des Hughes-Peynado-Planes und damit ununterbrochen dem Druck der noch im Land befindlichen US-Truppen ausgesetzt. Trotzdem ließ er eine der bis dahin fairsten Präsidentschaftswahlen durchführen, aus denen am 15. März 1924 Horacio Vásquez als klarer Sieger von Francisco J. Peynado hervorging.
Nach der Amtsübergabe an Vásquez am 12. Juli 1924 zog er sich vollständig aus der Politik zurück und widmete sich wieder seinem Unternehmen. Bei seinem Tode hinterließ er seinen Erben eines der größten Zuckerindustrieimperien des Landes. Sein Halbbruder Felipe Augusto Vicini Perdomo war mit einer Urenkelin des früheren Gegenpräsidenten José María Cabral verheiratet.